# Chitauri
Os Chitauri são uma raça fictícia de extraterrestres metamorfos que aparecem em publicações da Marvel Comics, especificamente na linha Ultimate Marvel. Eles foram criados por Mark Millar e Bryan Hitch. Eles foram criados para a franquia do Universo Ultimate para substituir outra raça exótica da Marvel Comics, os Skrulls, que desempenham um papel similar na continuidade tradicional da editora. Mais tarde, a Marvel resolveu diferenciar os Skrulls e os Chitauris no Universo Ultimate. As espécies mais tarde seriam adaptadas a outras mídias, aparecendo notavelmente no filme Os Vingadores de 2012 como uma força invasora liderada por Loki e mais tarde, em 2019, os Skrulls também foram introduzidos no filme Capitã Marvel.[carece de fontes?] Em 2013, a editora também resolveu introduzir os Chitauri no seu Universo tradicional.
O nome "Chitauri" deriva de Xi Tauri, o nome de uma estrela binária na constelação de Touro.

## Outras mídias
- Os Chitauris aparecem no episódio "Guardians of the Galaxy" de Ultimate Spider-Man. Esta versão dos Chitauris é liderada por Korvac e sua aparência se assemelha a mostrada no filme Os Vingadores. Quando a nave de Rocket Raccoon é puxada para a nave Chitauri, Rocket Raccoon falsifica a entrega para que eles possam libertar os membros cativos dos Guardiões da Galáxia. Depois, Homem-Aranha descobre que os Chitauris estão planejando destruir a Terra. Os Guardiões da Galáxia planejam dirigir a nave Chitauri ao Sol enquanto lutavam contra as forças Chitauri. Quando seu plano não funciona, os Guardiões da Galáxia acabam fazendo o caminho para o Canhão de matéria escura. Enquanto Nova e Homem-Aranha dirigem-se para o Canhão de matéria escura, os Guardiões da Galáxia lutam contra os Chitauri e Korvac. Depois que Korvac é derrotado por Groot, Nova destrói o Canhão de matéria escura e a nave Chitauri é destruída. Em "The Return of the Guardians of the Galaxy", Titus leva os Chitauris a atacar o capacete de Nova e acabar em conflito com os Guardiões da Galáxia e Homem-Aranha. Depois que Titus é derrotado, os Chitauris restantes escapam da Terra.
- Os Chitauri aparecem no episódio "Avengers: Impossible" de de Avengers Assemble. Homem Impossível estava trabalhando em um documentário sobre os Chitauris até que os avistou e o perseguiu pela galáxia. Homem Impossível fez uma série de televisão estrelada pelo Falcão para que ele possa estar pronto para lutar contra os Chitauris. Quando um grupo de reconhecimento de Chitauris chegou à Terra, Falcão e o resto dos Vingadores acabaram lutando contra os Chitauris para impedir que eles chegassem  no Homem Impossível. Falcão então convence o Homem Impossível para enviar o Chitaurid para longe da Terra, substituindo-o em uma cena como um Vingador. O Homem Impossível se transforma em um míssil intergaláctico para enviar o Chitauris para longe da Terra.
- Os Chitauri foram referenciados nos programas de TV ambientados no Universo Cinematográfico Marvel:
- O Chitauris do filme Os Vingadores são referenciados várias vezes na série de televisão de live-action Agents of S.H.I.E.L.D.. No episódio piloto, os Chitauris aparecem através de imagens de arquivo do filme, enquanto Skye descreve o conhecimento público de super-heróis e eventos sobrenaturais. Além disso, no episódio, o agente Grant Ward recupera um "link neural" de Chitauri de um traficante ilegal de armas chamado T. Vanchat. No episódio "F.Z.Z.T.", foi mencionado que muitos bombeiros foram enviados para Nova York depois que os Vingadores haviam parado a invasão Chitauri. Alguns desses bombeiros de uma pequena cidade da Pensilvânia descobriu um capacete Chitauri e levou para casa como uma lembrança. Desconhecido por ele, o capacete tinha um vírus alienígena parecido com ferrugem que matava lentamente aqueles que estavam expostos a ele através da eletricidade estática. Leo Fitz e Jemma Simmons foram capazes de criar um anti-soro para ser a cura para o vírus alienígena depois de testá-lo em alguns ratos usando o resíduo de DNA Chitauri encontrado no capacete. O capacete Chitauri foi colocado na base Sandbox da S.H.I.E..D. para proteção. No episódio "The Magical Place", o metal Chitauri recuperado aparece e é declarado como um componente dos dispositivos do Project Centipede vistos na série. No episódio "Broken Promises", é revelado que os pais da senadora Ellen Nadeer foram mortos durante a invasão Chitauri.
- Os Chitauri são mencionados no episódio "AKA It's Called Whiskey" de Jessica Jones.
- Em Luke Cage, o metal Chitauri recuperado é usado pela Hammer Industries para criar as balas Judas, munições semelhantes a estilhaços capazes de perfurar a pele à prova de balas de Luke Cage, podem feri-lo ou mesmo matá-lo.Willis Stryker usa as balas contra Luke em várias ocasiões e usa para fazer uma aliança com Mariah Dillard para manipular o New York City Police Department para armar a Unidade de Serviço de Emergência com balas Judas produzidas em massa.

## Filmes
- Os Chitauri aparecem nos filmes animados Ultimate Avengers e Ultimate Avengers 2 como os principais antagonistas dos Vingadores e da S.H.I.E.L.D. Ao contrário de sua aparência em Os Supremos, eles mostram sua verdadeira forma: criaturas reptilianas de mais de dois metros de altura com pele esverdeada e explosões de fogo de suas mãos. O antagonista primário Herr Kleiser sozinho tem a capacidade de mudar de formas; ele é referido como seu supersoldado e comparado ao Capitão América. Em Ultimate Avengers 2, os Chitauris invadem Wakanda, o lar do Pantera Negra.[4]
- Os Chitauri aparecem nos filmes live-action do Universo Cinematográfico Marvel. Eles fazem aliança com Thanos através de seu vizir, um ser encapuzado chamado "O Outro" (interpretado por Alexis Denisof). Sem a capacidade de mudar de forma, eles são apresentados como uma raça de humanoides reptilianos de seis dedos, de pele cinza que possuem uma fisiologia biomecânica e atributos super-humanos. A sua tecnologia varia de skimmers de tipo similares a hovercraft, os necrocrafts, para transportadores aéreos de tropas chamados Leviathans e todos com uma ligação neural com uma nave-mãe.
- Os Chitauri aparecem pela primeira vez no filme de 2Os Vingadores de 2012, onde o Outro, agindo em nome de Thanos, empresta os Chitauris a Loki para invadir a Terra. Enquanto eles eventualmente dominam os Vingadores, Homem de Ferro destrói a nave-mãe com um ataque de míssil nuclear, fazendo as forças invasoras caírem instantaneamente.
- Os Chitauri aparecem no filme Guardiões da Galáxia de 2014. O Outro aparece brevemente onde ele contata Ronan, O Acusador e Nebulosa e os chama para o Santuário em nome de Thanos. Uma vez que os dois aparecem, Ronan argumenta seu caso para Thanos enquanto O Outro o repreende por seu fracasso, mas logo é morto por Ronan. Um soldado Chitauri também é visto como um prisioneiro no museu do coletor.
- A tecnologia Chitauri aparece em Vingadores: Era de Ultron, sendo estudada e usada por uma facção da Hidra liderada pelo Barão von Strucker - muitas das suas tropas usam trajes e usam armas feitas de armadura Chitauri, e o laboratório escondido de Strucker abriga os restos de um Leviathan. Além disso, como sugerido pela primeira vez no trauma psicológico que ele mostrou em Homem de Ferro 3 e aumentado pelos poderes da Feiticeira Escarlate, com uma visão perturbadora em um pesadelo, Tony Stark temeu que os Chitauri eventualmente poderiam retornar à Terra, o que leva a criar Ultron.
- A tecnologia Chitauri aparece em Homem-Aranha: De Volta ao Lar. Ao lado da tecnologia das empresas Dark Elves e Stark Industries, a tecnologia Chitauri é usada por Adrian Toomes e seu bando, que o roubam do Controle de Danos e modificam-no em armas para vender no mercado negro e para criar tecnologias como o traje de voo do Abutre e as luvas de Shocker.